# Erhard Roy Wiehn
Erhard Roy Wiehn, né le 1er août 1937 à Sarrebruck, est un sociologue allemand.

## Études
En 1965 il obtient le diplôme de « Magister Artium » (M.A.) de l'université de Tübingen.

## Carrière professionnelle
De 1974 à 2002, il était professeur de sociologie à l'université de Constance.

## Distinctions
- Chevalier de l'ordre du Mérite de la République fédérale d'Allemagne (Bundesverdienstkreuz am Bande) en 1999[6],[7].

## Citation
« Das Leben wird tatsächlich erst lebenswert, wenn man es lebt und verbraucht für etwas jenseits seiner selbst. »

— 13 avril 1999
(traduction : « La vie vaut seulement la peine d'être vécue, si l'on le vit et consomme pour quelque chose qui se situe au-delà de soi-même »)

## Sources
1. ↑  (de) Lexikon der soziologischen Werke, Georg W. Oesterdiekhoff (hrsg.), Westdeutscher Verlag, Wiesbaden, 2001, 1. Auflage,  (ISBN 3-531-13255-5), page 716
2. ↑  (en) - E.R. Wiehn, The Netherlands Institute for Advanced Study in the Humanities and Social Sciences (NIAS)- Former Fellows - Research Group 1971/72, Summaries 71-72
3. ↑  (de) - Erhard Roy Wiehn - Der Weg nach Auschwitz - Diskriminierung und Entrechtung als Vorstufen zur Schoáh, Schriftenreihe VIA REGIA, Blätter für internationale kulturelle Kommunikation, Heft Nr. 32/ 33; 1995, Europäisches Kultur- und Informationszentrum, Erfurt
4. ↑  (en) - Erhard Roy Wiehn - Biography & Awards, Max Kade Center for German Studies
5. ↑  (de) - Erhard Roy Wiehn - VEUK-Vorstand - Wir stellen uns vor - Vita - Professor Dr. rer. soc. Drs. h.c. Erhard Roy Wiehn, M.A. - Gießberg-Info 4/99, Mitgliederzeitschrift des VEUK (Verein der Ehemaligen der Universität Konstanz e.V., Universität Konstanz), page 7
6. ↑  (de) - Der Verdienstorden der Bundesrepublik Deutschland
7. ↑  (de) - Dr. Maria Schorpp - Für eine menschlichere Welt - Verdienstorden der Bundesrepublik Deutschland für Prof. Dr. Erhard Roy Wiehn  uni-info, édition 269, 27 août 1999, page 18
8. ↑  (de)- Date selon courriel de Monsieur Wiehn du 22 février 2009